# Magusa discidens
Magusa discidens är en fjärilsart som beskrevs av Felder 1874. Magusa discidens ingår i släktet Magusa och familjen nattflyn. Inga underarter finns listade i Catalogue of Life.